# 海江田進
海江田 進（かいえだ すすむ、1909年5月30日 - 1984年9月16日）は、日本の英文学・英語学者。海江田信義の子孫。

## 人物・来歴
東京生まれ。1931年東京外国語学校英語科卒。1952年東京外国語大学助教授、教授、73年定年退官、名誉教授、明星大学教授。大学入試英語の教科書などを多く執筆した。

## 著書

### 単著
- 『高等英文解釈法』四条書房、1932年。
- 『試験によく出る和文英訳問題の研究』聖賢書房、1933年。
- 『再建英文解釈法』近代英語研究会、1946年。
- 『学生英文解釈ノート』有精堂出版、1951年。
- 『英作文の話』学生社、1955年。
- 『マイティ英作文』学習研究社、1968年。
- 『英語はすぐ書ける』ジャパンタイムズ〈Living English series〉、1969年。
- 『英単語イメージ記憶法 気らくにおぼえるコツ90の公開』文研出版〈Bunken sinsyo〉、1973年。
- 『2度目の英語入門』ジャパンタイムズ〈Living English series〉、1973年。
- 『新英語はすぐ書ける』ジャパンタイムズ〈Living English series〉、1979年。
- 『発音・アクセント・スペリングほか』研究社〈英語共通一次対策シリーズ〉、1979年。

### 翻訳
- ホーソン 著、海江田進 訳『トワイス・トールド・テイルズ』大学書林〈大学書林語学文庫 No.351〉、1953年10月。

### 共編著
- 須藤兼吉、海江田進『英語宝典』旺文社、1949年。
- 海江田進、中村駿夫、新井利雄、前田松寿『最新英作文』昇龍堂出版、1954年。
- 海江田進、中村駿夫、新井利雄『最新英作文の完成』昇龍堂出版、1954年。
- 海江田進、中村駿夫『詳解英文法』昇龍堂出版、1955年。
- 海江田進、長谷川晃一『現代英語の文法』学生社、1956年。
- 海江田進、新井利雄『初歩の英語 ABCから』昇龍堂出版、1957年。
- 海江田進、前田松寿『初歩の英文法』昇龍堂出版、1957年。
- 海江田進、河辺昌雄『中学英語の着眼点 整理と問題 33年度高校進学用』大和文庫〈ミニマムエッセンシャルシリーズ〉、1957年。
- 海江田進、池上新『中学必修英単語熟語集』大和文庫、1958年。
- 海江田進、J・B・ハリス『英作・文法の傾向と対策』旺文社〈大学入試対策シリーズ〉、1958年。
- 海江田進、中村駿夫『ポケット英文法』昇龍堂出版、1961年。
- 海江田進、新井利雄『英作文の基本文型150』昇龍堂出版、1962年。
- 沢崎九二三、羽柴正市、海江田進『The way to living English book 1』開隆堂出版、1962年。
- 海江田進、中村駿夫『英文解釈の基本文型200』昇龍堂出版、1963年。
- 沢崎九二三、羽柴正市、海江田進『The way to living English book 2』開隆堂出版、1963年。
- 沢崎九二三、羽柴正市、海江田進『The way to living English book 3』開隆堂出版、1964年。
- 海江田進、J・B・ハリス『英作文演習』旺文社、1964年。
- 『中学の英語事典』海江田進、芹沢栄、竹沢啓一郎監修、講談社、1964年。
- 海江田進、中村駿夫『詳解英文解釈』昇龍堂出版、1965年。
- 海江田進、S.J.ラング『英文法のポイント』研究社〈高校英語ポイントシリーズ〉、1966年。
- 海江田進、前田松寿『高校英語の要点 基礎と応用』研究社、1967年。
- 海江田進、芦川長三郎『基礎英文法・英作文の焦点』講談社〈基礎焦点シリーズ〉、1968年。
- 海江田進、祐本寿男『マイティ総合英語』学習研究社、1969年。
- 海江田進、三好章六『合格する英語 出題者が狙う120のパターン』明文社〈ナンバーワン・ブックス〉、1971年。
- 海江田進、J・B・ハリス『傾向と対策 国公立大二次・私立大英文法・作文 昭和57年版』旺文社〈大学入試傾向と対策〉、1981年。
- 海江田進、花本金吾、J・B・ハリス『私立大の英語 昭和58年受験用』旺文社〈大学入試傾向と対策〉、1982年。
- 海江田進、前田松寿『初歩の英文法』昇龍堂出版、1983年。

## 論文
- 海江田進